# Johan Hedman (fotbollsspelare)
Johan Hedman, född den 7 september 1987, är en svensk fotbollsspelare som tidigare spelat för Örgryte IS. Han kom till klubben inför säsongen 2012 från sin moderklubb Rotebro IS och värvades primärt som anfallare. Allt eftersom tiden gick visade sig dock Hedman istället få förtroendet som yttermittfältare.
Nästan omedelbart efter ankomsten gjorde han också ett stort avtryck vid sidan av planen med sin blogg på Örgrytes officiella hemsida.